# 이스미정
이스미정(夷隅町)은 지바현 이스미군에 있었던 정이다. 
2005년 12얼 5일에 오하라정, 미사키정과 합병해 이스미시가 탄생함에 따라 소멸했다.

## 지리
- 현재 이스미 시의 서부에 위치한다.
- 마을은 이스미강의 중류 지역에 위치한다.
- 마을의 북부와 남부는 보소 구릉의 일부로 산이 많은 지형. 중부는 평탄한 지형이 많다.

## 역사
- 1954년 4월 29일 - 구니요시정, 나카가와촌, 지마치촌이 합병해 이스미정이 성립하였다.
- 2005년 12얼 5일 - 오하라정, 미사키정과 합병해 이스미시가 성립해, 동일 이스미정은 폐지되었다.

## 교통

### 철도
- 동일본 여객철도 소토보 선

### 도로
- 국도 465호선